# Copa Sul-Americana
A Copa Sul-Americana (em espanhol: Copa Sudamericana), cujo nome oficial atual é CONMEBOL Sudamericana, é uma competição continental de clubes de futebol da América do Sul, organizada pela Confederação Sul-Americana de Futebol (CONMEBOL) desde 2002. É a segunda mais importante competição da CONMEBOL, apenas atrás da Copa Libertadores da América.
Substituiu, em 2002, as copas Mercosul e Merconorte (1998–2001), sendo que estas substituíram a Supercopa Sul-Americana (1988–1997) e Copa Conmebol (1992–1999).
Até 2010, era patrocinada pela montadora japonesa Nissan, e em 2011 e 2012, pela fabricante de pneus japonesa Bridgestone. Em 2013 e 2014 foi patrocinada pela petroquímica francesa Total.
Após escândalo na CONMEBOL em 2015, a Copa Sul-Americana perdeu patrocinadores, embora tenha sido garantida até 2018 por aumento na cota de participação dos direitos de transmissão ao canal Fox Sports. Em 8 de maio de 2017 a CONMEBOL anunciou a Bumbet, site de apostas, como novo patrocinador premium da entidade para as edições de 2017 e 2018.

## Antecessoras

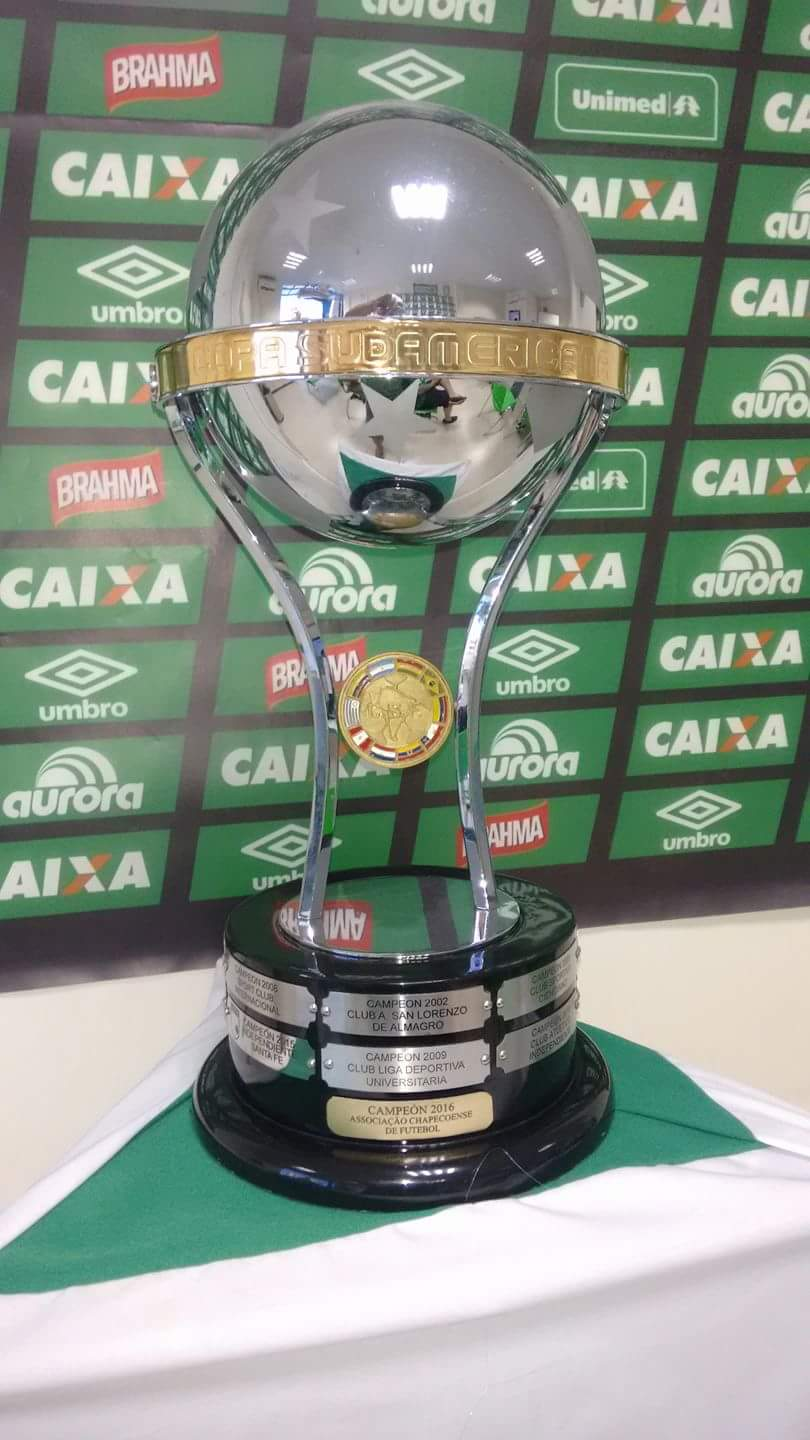
O troféu dado ao campeão da Copa Sul-Americana

A primeira tentativa de uma competição secundária a Libertadores foi a Recopa Sul-Americana de Clubes, que teve apenas uma edição oficial (reconhecida em 2005), em 1970, e outra amistosa, no ano seguinte. Visava reunir os terceiros colocados nos campeonatos nacionais (alguns países criaram copas nacionais para indicar o representante), não contando com a presença de Brasil e Colômbia em nenhuma das duas edições.
A Copa CONMEBOL, disputada de 1992 a 1999, é considerada sua predecessora pela similaridade dos meios de classificação: a presença em uma faixa depois do campeão nacional – único classificado a Copa Libertadores pela respectiva liga (o principal torneio continental era jogado apenas pelos campeões dos campeonatos e copas nacionais, além do atual campeão, até 1999) –  era o critério mais usado, em que pese outras formas de acesso (como viria a ocorrer na Sul-Americana), dependendo do interesse de cada associação. Uma diferença era o número de participantes, apenas 16 ou 18. Expandida, a Sul-Americana é tida como uma disputa mais desafiadora que a Copa CONMEBOL. Em 2022, entrou oficialmente em pauta a unificação da antiga taça como Copa Sul-Americana.
Durante a vigência da Copa CONMEBOL, ressalva-se, a segunda competição em relevância era a Supercopa Sul-Americana (1988–1997) e, posteriormente, as copas Mercosul e Merconorte (1998–2001). Apesar de anteceder na vaga da Recopa Sul-Americana, a afirmação de que a Supercopa antecede a Sul-Americana enfrenta limites: era uma competição que reunia os campeões da Libertadores (critério de classificação histórico), não tendo o formato de torneio secundário moldado pela Copa UEFA, sendo algo próximo de uma "Superliga". Apesar das diferenças de fórmula, a CONMEBOL também lhe considera como antecessora.
A Copa Mercosul e a Copa Merconorte (1998–2001), que ofuscaram a Copa CONMEBOL, são tidas como precursoras imediatas, com as ressalvas: cada uma contava com times de cinco países sul-americanos; não davam vaga na Recopa, não tendo havido um jogo unificador com esse intento (a Recopa ficou fora de disputa nesse tempo); e a participação era por convite. A Merconorte tinha uma semelhança com as edições de 2005 a 2008: a presença de times da CONCACAF (mexicanos, estadunidenses e costarriquenhos). O último campeão da Mercosul, San Lorenzo, recebeu vaga para a primeira edição da Sul-Americana, direito não dado ao Millonarios, último campeão da Merconorte.

## História

Logotipo com o patrocínio da Nissan (2003–2010)

Logotipo com o patrocínio da Bridgestone (2011–2012)

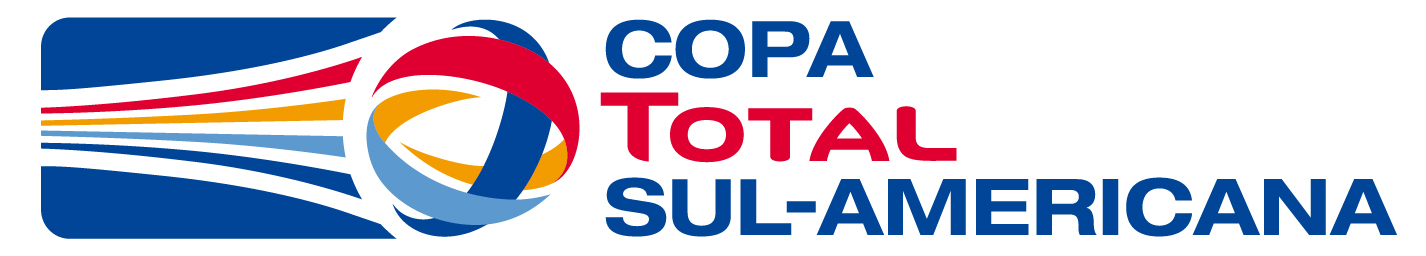
Logotipo com o patrocínio da Total (2013–2014)

Em 2002, surgiu a ideia de uma Copa Pan-Americana, uma parceria da CONMEBOL com a CONCACAF, que possuiria 9 times no novo certame: 4 mexicanos, 3 caribenhos/centro-americanos e 2 estadunidenses. Os demais 23 times seriam sul-americanos. O projeto foi adiado para 2003, mas novamente não foi efetivado, quando estabilizou-se um torneio secundário meramente sul-americano, a Copa Sul-Americana, estreada em 2002.
De forma menos incisiva do que o planejado para a Copa Pan-Americana, entre 2005 e 2008 clubes da CONCACAF participaram como convidados. Nesse período jogaram equipes de México, Estados Unidos, Costa Rica e Honduras. Na edição de 2006, o Pachuca tornou-se o primeiro (e atualmente único) clube não sul-americano a vencer uma competição organizada pela CONMEBOL.
Desde sua criação, em 2002, o campeão se classifica para disputar a Recopa Sul-Americana, no ano seguinte, contra o campeão da Copa Libertadores. Até o presente momento, a maior série de conquistas do seu representante no tira-teima é de 2004 a 2006. De 2007 a 2018, o torneio classificou para a disputa da Copa Suruga Bank (em sua última edição, em 2019, renomeada para J.League YBC Levain Cup/CONMEBOL Sudamericana Final), contra o campeão da Copa da Liga Japonesa, sendo jogada no Japão. A partir da edição de 2010, a CONMEBOL incluiu uma vaga para o campeão da Copa Sul-Americana na edição próxima da Libertadores.
Em 2015 e 2016, teve o seu campeão participando da Supercopa Euroamericana, competição amistosa contra o campeão da Liga Europa da UEFA, organizada pela DirecTV. Em 2023, retornou o confronto entre estes dois campeões, mas pelo Desafio de Clubes da UEFA–CONMEBOL, torneio gerido pelas confederações continentais de seus disputantes. A CONMEBOL lhe considera como oficial, enquanto que a UEFA lhe vê como amistoso.

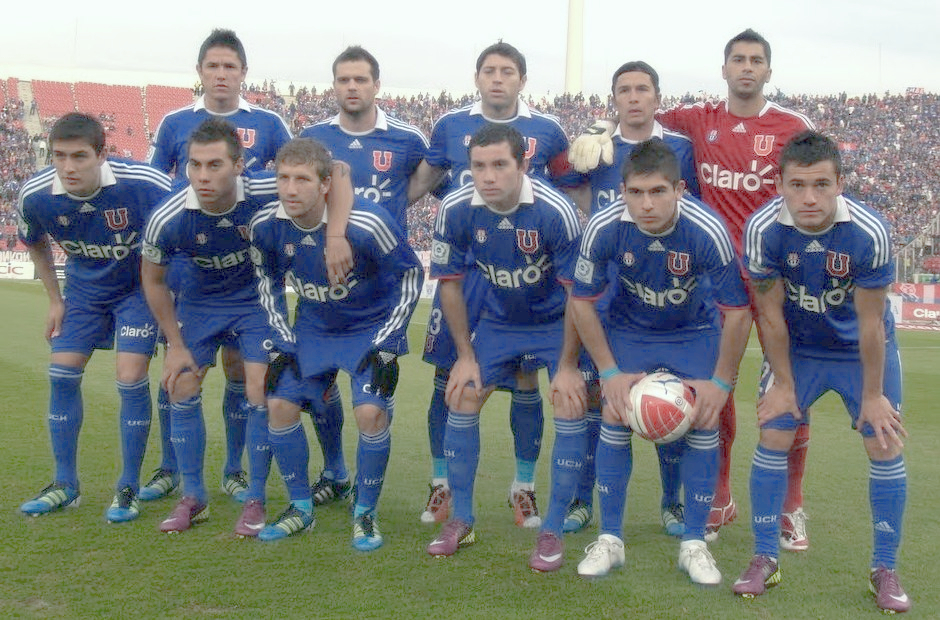
Ao conquistar a edição de 2011, a Universidad de Chile tornou-se a primeira equipe chilena a vencer a Copa Sul-Americana e com a melhor campanha da competição até hoje

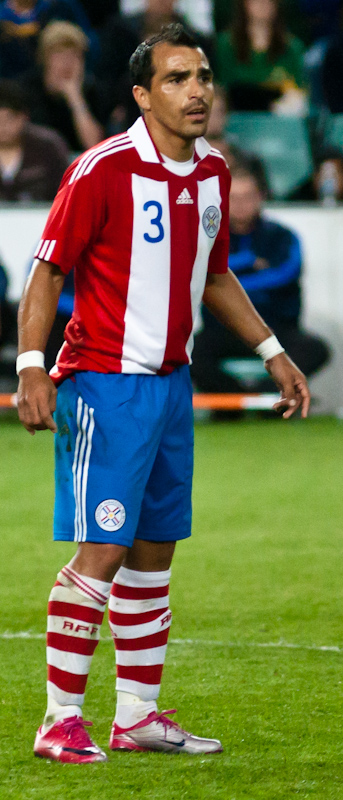
O paraguaio Claudio Morel Rodríguez é o futebolista que mais vezes ganhou a Copa Sul-americana, com conquistas em 2002 (pelo), 2004 e 2005 (pelo)

Em novembro de 2011, a CONMEBOL e os representantes das confederações participantes do torneio decidiram pela abertura de mais 8 vagas para a edição de 2012. Os países que até então tinham apenas 3 vagas, passaram a contar com 4 representantes a partir daquela edição, com exceção de Argentina e Brasil (6 e 8 vagas respectivamente, sendo que a CBF perderia duas vagas em 2017).
Até o momento, apenas uma vez o vencedor da Sul-Americana venceu a Copa Libertadores do ano seguinte: o River Plate, campeão de 2014, na edição de 2015. El Millonario ganharia ainda a Recopa e a Copa Suruga de 2015, sendo o único a ganhar estas duas taças no mesmo ano. O time também ganhou a amistosa Supercopa Euroamericana, feito não obtido no ano seguinte pelo Santa Fe.
Já o inverso ocorreu em 2004 e 2009, quando foi conquistada pelo respectivo campeão da Libertadores do ano anterior (2003 e 2008), Boca Juniors e LDU. Neste último caso, reeditou-se a principal final continental pretérita, com o time equatoriano novamente superando o Fluminense. Esta foi também a final com mais gols no agregado (nove: LDU 5 x 4 Fluminense) e em único jogo de decisão (seis: LDU 5 x 1 Fluminense; ida).
Em 2017, passou por uma nova reformulação. Antes disputada apenas no segundo semestre, passou a ocorrer durante toda a temporada, em paralelo com a Copa Libertadores, sendo que 10 equipes eliminadas desta competição antes das oitavas de final foram transferidas para a Copa Sul-Americana: os oito terceiros colocados nos grupos e os dois melhores eliminados na terceira fase preliminar. Foi vetada a dupla classificação e a possibilidade de título no mesmo ano das duas competições continentais. Extinguiu-se a fase de disputas nacionais, que retornaria em 2021. Desde a Libertadores daquele mesmo ano, o então campeão da Sul-Americana entrou em sua fase de grupos, não mais em fase preliminar, tornando-se também uma vaga extra, deixando de retirar a vaga do último classificado pelo nacional.
Antes de 2017, apesar de não ser regra, a disputa da Sul-Americana (segundo semestre) após ter jogado a Libertadores (primeiro semestre), além do caso do atual campeão, podia ocorrer a depender dos critérios das confederações nacionais. O Atlético Nacional disputaria a final de 2016, não ocorrida por razão do acidente no voo da Chapecoense, como campeão da principal competição do continente daquele mesmo ano.
Desde 2019, a final é disputada em jogo único e campo neutro, regra que recebe críticas em razão dos problemas de logística do continente.
Em 2021, a fórmula mudou novamente, não sendo mais apenas mata-mata, passando a ser composta por três fases: uma fase nacional preliminar (de 32 continuam 16, sendo dois de cada país; nessa etapa não jogam times de Brasil e Argentina), a fase de grupos (8 grupos de 4: dos 32 times, 16 vêm da anterior, 6 do Campeonato Argentino, 6 do Campeonato Brasileiro e 4 da eliminação na terceira preliminar da Libertadores) e o mata-mata a partir das oitavas (o primeiro lugar de cada grupo e os 8 que ficaram em terceiro lugar nos grupos da Libertadores). A transferência pela eliminação na terceira preliminar passou a abranger os quatros times eliminados, aumentando para doze o número total de transferidos.
Em 2023, a primeira fase, antes travada em ida-e-volta, passou a ser em jogo único, com mando de campo definido por sorteio. Após a fase de grupos, ocorre um play-off entre os segundos colados contra os terceiros colados dos grupos da Libertadores. Os vencedores enfrentam os primeiros colados pelas oitavas.
Boca Juniors (2004 e 2005; único bicampeão consecutivo), Club Atlético Independiente (2010 e 2017), Athletico Paranaense (2018 e 2021), Independiente del Valle (2019 e 2022) e LDU Quito (2009 e 2023) são os maiores campeões. O torneio conta com 18 campeões de sete países (sendo um da CONCACAF), tendo tido uma sequência de 12 campeões diferentes em 12 anos (2005 a 2016).
Internacional (2008), Universidad de Chile (2011), São Paulo (2012) e River Plate (2014) foram os únicos campeões invictos na história da Copa; o primeiro com cinco vitórias e cinco empates em dez jogos, o segundo com dez vitórias e dois empates em doze jogos; o terceiro com cinco vitórias e cinco empates em dez jogos e o quarto com oito vitórias e dois empates em dez jogos.

### No Brasil

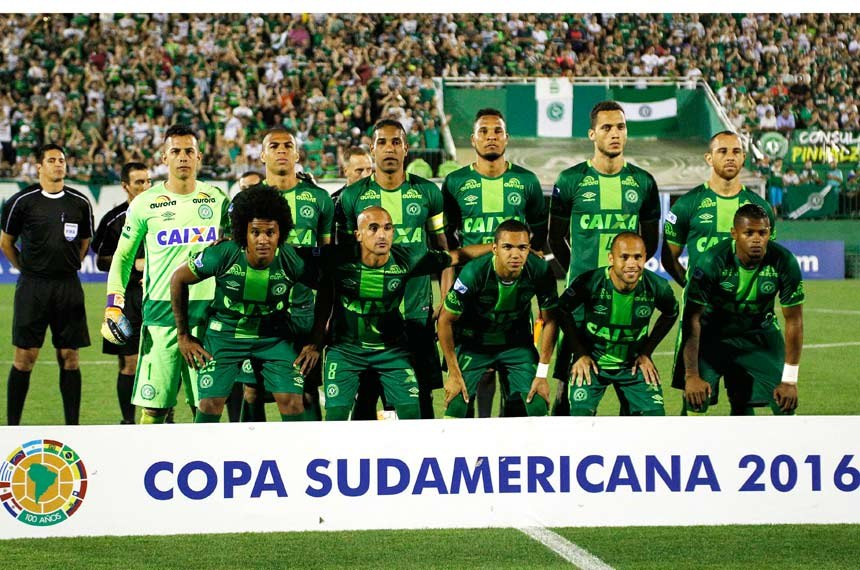
A conquistou a Copa Sul-Americana de 2016 de forma póstuma

A Confederação Brasileira de Futebol não participou da primeira Copa Sul-Americana (2002) alegando problemas de calendário. O torneio não foi muito valorizado pelos grandes clubes brasileiros nos primeiros anos de disputa. Em 2003, a classificação se deu apenas pelo Ranking de Clubes da CONMEBOL. Em 2004 e 2005, envolveu o Ranking e o Campeonato Brasileiro.
Em 2006, 2007 e 2008 foram classificados o campeão nacional e os sete melhores colocados não classificados para a Libertadores, totalizando oito vagas.
De 2009 a 2012 classificavam-se os oito clubes melhores no Campeonato Brasileiro não qualificados para a Libertadores, que na época era reservada aos quatro primeiros colados. A partir de 2010, quando a CONMEBOL atribuiu vaga na Libertadores ao campeão da Sul-Americana, um título da mesma por um brasileiro transformaria o G4 em G3, o que seria aplicado em 2012, mas coincidentemente o São Paulo findou justamente em quarto. Não retirava, porém, a última vaga definida para a Sul-Americana, lembrando-se que de 2003 a 2016 existia na Sula a vaga do então campeão.  A presença do campeão da Copa do Brasil ou Libertadores entre os doze primeiros abria vaga para os próximos mais bem posicionados. Desde a Libertadores de 2017, a vaga de campeão da Sul-Americana deixou de diminuir o número de vagas já destinadas para a Libertadores, ganhando o seu país um representante a mais.
A partir da Sul-Americana de 2013, os classificados eram os melhores no Campeonato Brasileiro do ano anterior entre os que foram eliminados até a terceira fase da Copa do Brasil do mesmo ano (a quarta fase é a fase de oitavas de final), o que poderia incluir os quatro clubes promovidos da segunda divisão. Tal critério foi utilizado até 2016.
Entre 2014 e 2016 a Copa do Nordeste passou a distribuir uma vaga ao seu campeão na Sul-Americana, desde que os clubes não estivessem na disputa da Copa do Brasil no segundo semestre. Em 2015 e 2016, o campeão da Copa Verde (competição que envolve clubes do Norte, Centro-Oeste e Espírito Santo) também garantiu uma vaga na competição sul-americana.
Existiam duas fases: a primeira, nacional, eliminava em jogos de ida-e-volta quatro equipes; na segunda, jogava-se com as demais equipes do continente, partindo-se das oitavas.
Com a reformulação da competição em 2017, o Brasil perdeu duas vagas, passando a contar com seis clubes, e o critério de classificação passou a ser unicamente através das colocações no Campeonato Brasileiro: os seis melhores não classificados para a Libertadores, sendo que os seis primeiros são classificados para esta. A presença de qualificados a Libertadores por outros meios (título de Copa do Brasil, Libertadores ou Sul-Americana) entre os doze primeiros deixa a vaga para o próximo mais bem colocado. Acabou a fase nacional e os clubes brasileiros passaram a enfrentar equipes estrangeiras desde logo.
No novo formato, adotado desde 2021, os classificados pelos nacionais de Brasil e Argentina entram já na segunda fase (de grupos).

## Cobertura da mídia no Brasil
A Copa Sul-Americana em seu início teve pouca atenção de mídia, especialmente no Brasil. Desde sua criação, a atenção sempre foi deixada a segundo plano, mesmo pela televisão por assinatura. Em 2003, ano que os primeiros brasileiros se classificaram, a TV Globo e o SporTV foram responsáveis pela transmissão, sendo que na TV aberta a sua cobertura foi regionalizada pela Globo (com coberturas nacionais pontuais), e coberta em rede nacional por sublicenciamento pela Record, de 2003 a 2006, e pela Band, de 2007 a 2015.
Em 2012, com a entrada do Fox Sports no mercado brasileiro, a competição foi transmitida em seu primeiro ano com exclusividade pelo novo canal. A partir de 2013, por meio de acordos de sublicenciamento, os direitos foram repassados em divisão com o SporTV, retornando à rede de canais por assinatura da Globo, acordo este mantido até 2018, quando a CONMEBOL anunciou que passaria a abrir licitação quadrienal para o período 2019–2022. No entanto, os valores pedidos pela entidade sul-americana afugentou antigos parceiros, especialmente a TV aberta, o que motivou a venda direta para o streaming DAZN, que fez a estreia no Brasil em dezembro do ano anterior. Sem interessados na TV aberta na licitação, o DAZN sublicenciou as partidas do torneio à RedeTV! no ano de 2019.
Em razão da crise financeira motivada pela pandemia de COVID-19, o DAZN decide encerrar o contrato de forma unilateral, o que ameaçou a transmissão da Sul-Americana no Brasil. Sem conseguir parcerias entre os canais de transmissão, a CONMEBOL decidiu lançar o pay-per-view CONMEBOL TV, distribuído pela Sky e pela Claro TV+, e programado pelo Grupo Bandeirantes, operando até 2022 juntamente da Recopa Sul-Americana e do pacote da Copa Libertadores da América que pertencia ao SporTV.
Para o quadriênio 2023–2026, a licitação definiu quatro pacotes (TV aberta, dois pacotes de transmissão por assinatura e um pacote de melhores momentos), vencidos respectivamente, pelo SBT (transmitindo nacionalmente uma partida por rodada),, ESPN, Paramount+ (cada um dos players de serviço pago transmite metade das partidas até as semifinais e apenas a ESPN transmite a final) e OneFootball.. Em 2025, o OneFootball decide rescindir o contrato com a entidade, que revendeu os direitos de melhores momentos para a CazéTV, no YouTube.

## Classificação

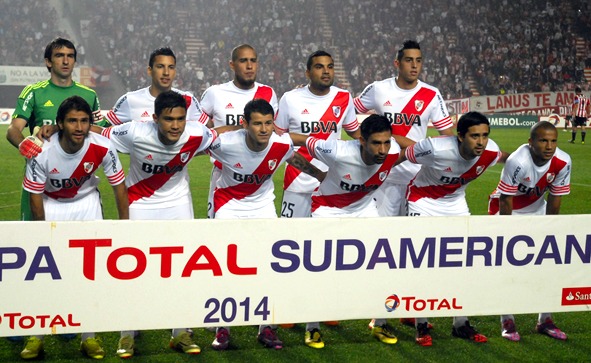
, vencedor da edição de 2014

A competição é integrada por clubes qualificados graças a critério desportivo, embora até 2009 os clubes argentinos Boca Juniors e River Plate fossem convidados pela AFA independentemente de desempenho técnico.
Em 2017, dez equipes desclassificadas na Copa Libertadores da América ganharam o direito de disputar a Sul-Americana no mesmo ano. O número foi ampliado para doze em 2021. Também em 2017, a CONMEBOL proibiu a classificação de equipes por meio de competições subnacionais, como ocorria no Brasil com os campeões da Copa Verde e da Copa do Nordeste. Além disso, devido a mudança nas datas do torneio, que passou a durar o ano inteiro e coincidir com a Copa Libertadores, extinguiu-se a vaga do atual campeão (que só poderá ganhar novamente se estiver entre as equipes transferidas da Libertadores).
Após as mudanças de 2017 e 2021, a distribuição das vagas pelas confederações se dá da seguinte maneira:
| Vagas | País      | Classificação |
| ----- | --------- | --- |
| 12    |           | - Equipes terceiro colocadas na fase de grupos Copa Libertadores (8) - Equipes eliminadas na terceira preliminar da Copa Libertadores (4)                                                           |
| 6     | Argentina | - Sexto ao décimo primeiro lugar do Campeonato Argentino (6) |
| 4     | Bolívia   | - Quatro melhores colocados do Campeonato Boliviano não classificados à Copa Libertadores (4) |
| 6     | Brasil    | - Seis melhores colocados do Campeonato Brasileiro não classificados à Copa Libertadores (6) |
| 4     | Chile     | - Perdedor do play-off entre os vice-campeões da temporada (1) - Terceiro e quarto lugar do Torneio Apertura do Campeonato Chileno (2) - Vice-campeão da Copa Chile (1)                             |
| 4     | Colômbia  | - Vice-campeão da Copa Colômbia (1) - Três melhores colocados do Campeonato Colombiano não classificados à Copa Libertadores (3)                                                                    |
| 4     | Equador   | - Quatro melhores colocados do Campeonato Equatoriano não classificados à Copa Libertadores (4) |
| 4     | Paraguai  | - Quatro melhores colocados do Campeonato Paraguaio não classificados à Copa Libertadores (4) |
| 4     | Peru      | - Quarto lugar do Campeonato Peruano (1) - Três melhores colocados não classificados aos play-offs do Campeonato Peruano (3)                                                                        |
| 4     | Uruguai   | - Quatro melhores colocados do Campeonato Uruguaio não classificados à Copa Libertadores (4) |
| 4     | Venezuela | - Vice-campeão da Copa Venezuela (1) - Vice-campeão do Torneio Clausura do Campeonato Venezuelano (1) - Dois melhores colocados do Campeonato Venezuelano não classificados à Copa Libertadores (2) |

## Resultados
| v d e |

Sistema com final em jogo único

### Títulos por clubes

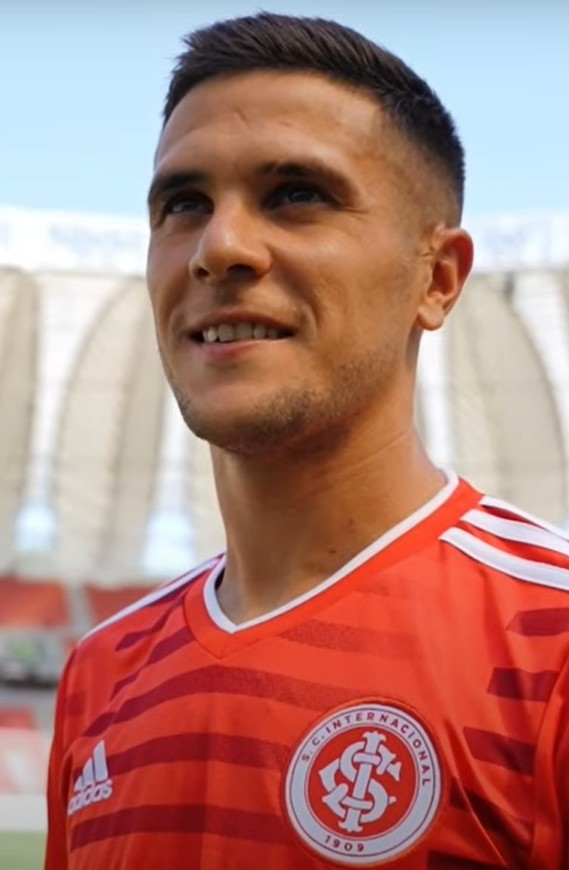
O argentino Fabricio Bustos é o futebolista que mais vezes jogou a Copa Sul-Americana, com 52 partidas disputadas até o momento

| Clube                   | País      | Títulos         | Vices                 | Aprov. |
| ----------------------- | --------- | --------------- | --------------------- | ------ |
| LDU Quito               | Equador   | 2 (2009 e 2023) | 1 (2011)              | 66%    |
| Boca Juniors            | Argentina | 2 (2004 e 2005) | 0                     | 100%   |
| Independiente           | Argentina | 2 (2010 e 2017) | 0                     | 100%   |
| Athletico Paranaense    | Brasil    | 2 (2018 e 2021) | 0                     | 100%   |
| Independiente del Valle | Equador   | 2 (2019 e 2022) | 0                     | 100%   |
| River Plate             | Argentina | 1 (2014)        | 1 (2003)              | 50%    |
| Lanús                   | Argentina | 1 (2013)        | 1 (2020)              | 50%    |
| São Paulo               | Brasil    | 1 (2012)        | 1 (2022)              | 50%    |
| San Lorenzo             | Argentina | 1 (2002)        | 0                     | 100%   |
| Cienciano               | Peru      | 1 (2003)        | 0                     | 100%   |
| Pachuca                 | México    | 1 (2006)        | 0                     | 100%   |
| Arsenal de Sarandí      | Argentina | 1 (2007)        | 0                     | 100%   |
| Internacional           | Brasil    | 1 (2008)        | 0                     | 100%   |
| Universidad de Chile    | Chile     | 1 (2011)        | 0                     | 100%   |
| Santa Fe                | Colômbia  | 1 (2015)        | 0                     | 100%   |
| Chapecoense             | Brasil    | 1 (2016)        | 0                     | 100%   |
| Defensa y Justicia      | Argentina | 1 (2020)        | 0                     | 100%   |
| Racing                  | Argentina | 1 (2024)        | 0                     | 100%   |
| Atlético Nacional       | Colômbia  | 0               | 3 (2002, 2014 e 2016) | 0%     |
| Bolívar                 | Bolívia   | 0               | 1 (2004)              | 0%     |
| Pumas UNAM              | México    | 0               | 1 (2005)              | 0%     |
| Colo-Colo               | Chile     | 0               | 1 (2006)              | 0%     |
| América                 | México    | 0               | 1 (2007)              | 0%     |
| Estudiantes             | Argentina | 0               | 1 (2008)              | 0%     |
| Fluminense              | Brasil    | 0               | 1 (2009)              | 0%     |
| Goiás                   | Brasil    | 0               | 1 (2010)              | 0%     |
| Tigre                   | Argentina | 0               | 1 (2012)              | 0%     |
| Ponte Preta             | Brasil    | 0               | 1 (2013)              | 0%     |
| Huracán                 | Argentina | 0               | 1 (2015)              | 0%     |
| Flamengo                | Brasil    | 0               | 1 (2017)              | 0%     |
| Junior de Barranquilla  | Colômbia  | 0               | 1 (2018)              | 0%     |
| Colón                   | Argentina | 0               | 1 (2019)              | 0%     |
| Red Bull Bragantino     | Brasil    | 0               | 1 (2021)              | 0%     |
| Fortaleza               | Brasil    | 0               | 1 (2023)              | 0%     |
| Cruzeiro                | Brasil    | 0               | 1 (2024)              | 0%     |

### Títulos por países
| País      | Títulos | Vices | Aprov. | Camp. | Fin. |
| --------- | ------- | ----- | ------ | ----- | ---- |
| Argentina | 10      | 6     | 62,5%  | 8     | 12   |
| Brasil    | 5       | 8     | 38,4%  | 4     | 11   |
| Equador   | 4       | 1     | 80%    | 2     | 2    |
| Colômbia  | 1       | 4     | 20%    | 1     | 3    |
| México    | 1       | 2     | 33,3%  | 1     | 3    |
| Chile     | 1       | 1     | 50%    | 1     | 2    |
| Peru      | 1       | 0     | 100%   | 1     | 1    |
| Bolívia   | 0       | 1     | 0%     | 0     | 1    |

### Por confederações
| Confederação | Títulos | Vices |
| ------------ | ------- | ----- |
| CONMEBOL     | 22      | 21    |
| CONCACAF     | 1       | 2     |

## Participações

### Por país
| País      | Clube                | Participações |
| --------- | -------------------- | ------------- |
| Argentina | San Lorenzo          | 13            |
| Bolívia   | Bolívar              | 12            |
| Brasil    | São Paulo            | 14            |
| Chile     | Universidad Católica | 14            |
| Colômbia  | Deportivo Cali       | 11            |
| Equador   | LDU Quito            | 14            |
| Paraguai  | Libertad             | 15            |
| Peru      | Sport Huancayo       | 9             |
| Uruguai   | Danubio              | 12            |
| Venezuela | Mineros de Guayana   | 8             |

## Artilheiros

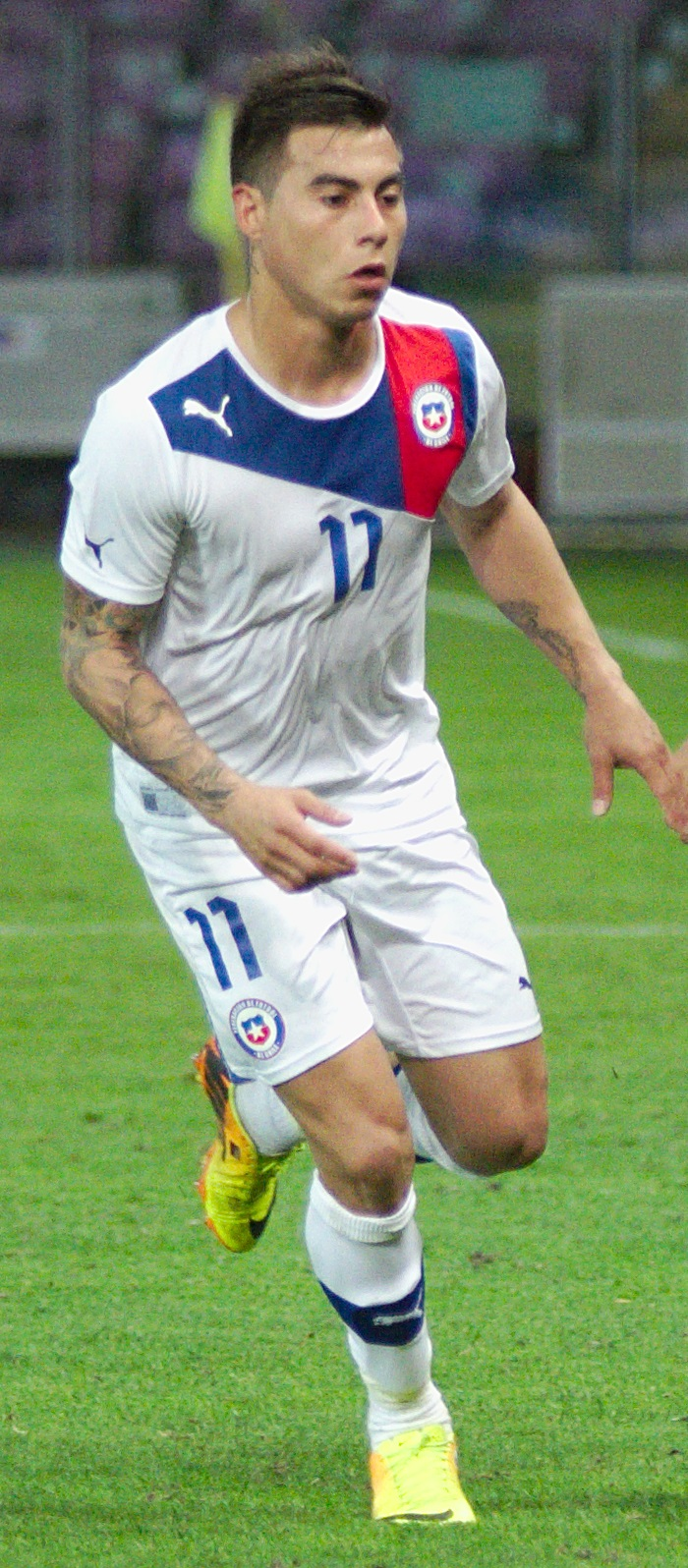
O futebolista chileno Eduardo Vargas é o maior artilheiro em uma única edição da Copa Sul-Americana: 11 gols marcados, em 2011.

| Edição | Futebolista(s)           | Clube                | Gols |
| ------ | ------------------------ | -------------------- | ---- |
| 2002   | Gonzalo Galindo          | Bolívar              | 4    |
| 2002   | Pierre Webo              | Nacional             | 4    |
| 2002   | Rodrigo Astudillo        | San Lorenzo          | 4    |
| 2003   | Germán Carty             | Cienciano            | 6    |
| 2004   | Horacio Chiorazzo        | Bolívar              | 5    |
| 2005   | Bruno Marioni            | Pumas UNAM           | 7    |
| 2006   | Humberto Suazo           | Colo-Colo            | 10   |
| 2007   | Ricardo Ciciliano        | Millonarios          | 6    |
| 2008   | Alex                     | Internacional        | 5    |
| 2008   | Nilmar                   | Internacional        | 5    |
| 2009   | Claudio Bieler           | LDU Quito            | 8    |
| 2010   | Rafael Moura             | Goiás                | 8    |
| 2011   | Eduardo Vargas           | Universidad de Chile | 11   |
| 2012   | Carlos Núñez             | Liverpool            | 5    |
| 2012   | Fábio Renato             | LDU Loja             | 5    |
| 2012   | Jonathan Fabbro          | Cerro Porteño        | 5    |
| 2012   | Michael Ríos             | Universidad Católica | 5    |
| 2012   | Wason Rentería           | Millonarios          | 5    |
| 2013   | Enner Valencia           | Emelec               | 5    |
| 2014   | Carlos Núñez             | Huachipato           | 5    |
| 2014   | Miler Bolaños            | Emelec               | 5    |
| 2015   | José Ariel Núñez         | Olimpia              | 5    |
| 2015   | Miller Bolaños           | Emelec               | 5    |
| 2015   | Ramón Ábila              | Huracán              | 5    |
| 2015   | Wilson Morelo            | Santa Fe             | 5    |
| 2016   | Cecilio Domínguez        | Cerro Porteño        | 6    |
| 2016   | Miguel Borja             | Atlético Nacional    | 6    |
| 2017   | Felipe Vizeu             | Flamengo             | 5    |
| 2017   | Jhon Cifuentes           | Universidad Católica | 5    |
| 2017   | Luis Rodríguez           | Atlético Tucumán     | 5    |
| 2018   | Nicolás Benedetti        | Deportivo Cali       | 5    |
| 2018   | Pablo                    | Athletico Paranaense | 5    |
| 2019   | Silvio Romero            | Independiente        | 5    |
| 2020   | Braian Romero            | Defensa y Justicia   | 9    |
| 2021   | Agustín Álvarez Martínez | Peñarol              | 10   |
| 2022   | Bernardo Cuesta          | Melgar               | 8    |
| 2023   | Gonzalo Mastriani        | América Mineiro      | 9    |
| 2024   | Adrián Martínez          | Racing               | 10   |

## Máximos goleadores

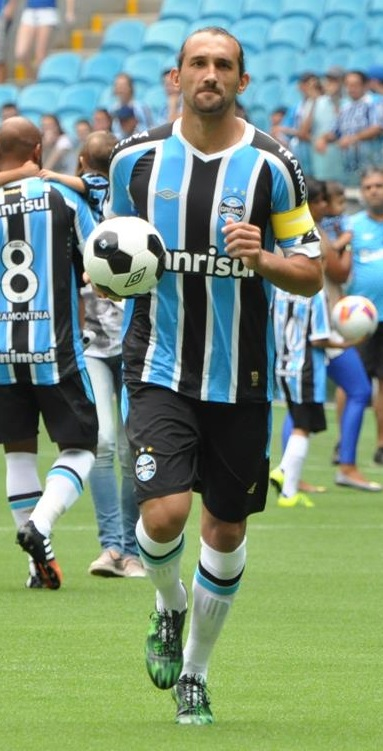
O futebolista argentino Hernán Barcos é o maior artilheiro em todas as edições da Copa Sul-Americana, com 19 gols marcados. Curiosamente ele nunca foi o artilheiro de uma edição anual

| Jogador           | Gols | Partidas disputadas | Média de gols | Estreia | Clubes                                                                                      |
| ----------------- | ---- | ------------------- | ------------- | ------- | ------------------------------------------------------------------------------------------- |
| Hernán Barcos     | 19   | 32                  | 0.59          | 2005    | LDU Quito (15), Palmeiras (2), Atlético Nacional (2)                                        |
| Rodrigo López     | 16   | 33                  | 0.48          | 2006    | Libertad (8), América (5), Vélez Sarsfield (3)                                              |
| Gonzalo Mastriani | 15   | 23                  | 0.63          | 2018    | América Mineiro (9), Athletico Paranaense (3), Barcelona de Guayaquil (2), Boston River (1) |
| Rafael Moura      | 14   | 18                  | 0.78          | 2006    | Corinthians (1), Athletico Paranaense (2), Goiás (8), Figueirense (3)                       |
| Rodrigo Mora      | 13   | 27                  | 0.48          | 2008    | Defensor Sporting (6), River Plate (7)                                                      |
| Miler Bolaños     | 13   | 33                  | 0.39          | 2009    | LDU Quito (2), Emelec (11)                                                                  |
| Claudio Bieler    | 12   | 34                  | 0.35          | 2007    | LDU Quito (8), Belgrano (4)                                                                 |
| Eduardo Vargas    | 11   | 13                  | 0.85          | 2011    | Universidad de Chile (11)                                                                   |
| Bruno Marioni     | 11   | 14                  | 0.79          | 2003    | Independiente (2), Pumas UNAM (7), Toluca (2)                                               |
| Braian Romero     | 10   | 9                   | 1.11          | 2020    | Defensa y Justicia (10)                                                                     |
| Humberto Suazo    | 10   | 12                  | 0.83          | 2006    | Colo-Colo (10)                                                                              |
| Wilson Morelo     | 10   | 33                  | 0.30          | 2007    | Santa Fe (7), Colón (3)                                                                     |

## Maiores goleadas
Estas são as catorze maiores goleadas da história da Copa Sul-Americana:
| Nº | Mandante             | Placar | Visitante              | Estádio                 | Data           | Ano  | Ref.   |
| -- | -------------------- | ------ | ---------------------- | ----------------------- | -------------- | ---- | ------ |
| 1  | Oriente Petrolero    | 1–10   | Fluminense             | El Tahuichi             | 26 de maio     | 2022 | [ 69 ] |
| 2  | Defensor Sporting    | 9–0    | Sport Huancayo         | Centenario              | 16 de setembro | 2010 | [ 70 ] |
| 3  | Grêmio               | 8–0    | Aragua                 | Arena do Grêmio         | 6 de maio      | 2021 | [ 71 ] |
| 4  | LDU Quito            | 7–0    | River Plate            | Casa Blanca             | 19 de novembro | 2009 | [ 72 ] |
| 4  | Independiente        | 7–0    | Nacional Potosí        | Libertadores de América | 28 de maio     | 2025 | [ 73 ] |
| 6  | Sol de América       | 7–1    | Estudiantes de Caracas | Luis Alfonso Giagni     | 31 de maio     | 2017 | [ 74 ] |
| 6  | Red Bull Bragantino  | 7–1    | Tacuary                | Nabi Abi Chedid         | 28 de junho    | 2023 | [ 75 ] |
| 8  | San Lorenzo          | 6–0    | Deportivo Italchacao   | El Nuevo Gasómetro      | 20 de agosto   | 2003 | [ 76 ] |
| 8  | Newell's Old Boys    | 6–0    | San José               | Colosso del Parque      | 6 de outubro   | 2010 | [ 77 ] |
| 8  | Cerro Porteño        | 6–0    | Real Potosí            | Defensores del Chaco    | 24 de agosto   | 2016 | [ 78 ] |
| 8  | Universidad Católica | 6–0    | Melgar                 | Olímpico Atahualpa      | 21 de maio     | 2019 | [ 79 ] |
| 8  | Ceará                | 6–0    | General Caballero JLM  | Arena Castelão          | 17 de maio     | 2022 | [ 80 ] |
| 8  | Blooming             | 6–0    | Atlético Palmaflor     | El Tahuichi             | 9 de março     | 2023 | [ 81 ] |
| 8  | Athletico Paranaense | 6–0    | Rayo Zuliano           | Ligga Arena             | 9 de abril     | 2024 | [ 82 ] |